# Ak & Zuie
Ak & Zuie sono un duo funk statunitense, formato dal bassista Steve Jay e il batterista Pete Gallagher.
Ak & Zuie si formarono a Borneo. Jay e Gallagher notarono che il pubblico aveva già familiarità con la musica amplificata e avevano risposto favorevolmente al ritmo del basso amplificato e della batteria.
"Ak" significa "basso" e "Zuie" significa "batteria", anche se le parole non si traducono letteralmente in una lingua conosciuta. Ak & Zuie combinano ritmi africani con elementi rock, jazz e classici.
Occasionalmente Ak & Zuie hanno suonato insieme al chitarrista Jim West e il figlio di Steve Jay, il bassista Miles Jay.

## Formazione
- Steve Jay - basso, voce
- Pete Gallagher - batteria

## Discografia
- Non-Franciscan Duet